# Tupac Huallpa
Tupac Huallpa (Topa Huallpa, Tupaq Wallpa, zm. jesienią 1533 roku w dolinie Jauja) – piętnasty król Inków (Sapa Inca) w 1533 roku, syn króla Huayny Capaca, brat Huascara i Atahualpy, ustanowiony królem Inków i koronowany przez Francisca Pizarra. 
Tupac Huallpa był władcą marionetką i narzędziem w rękach hiszpańskich konkwistadorów, chcących wykorzystać autorytet Sapa Inki w celu podporządkowania sobie państwa inkaskiego. Zmarł krótko po objęciu tronu na ospę.